# Zulema Castro de Peña
Zulema Castro de Peña (khoảng năm 1920 – 22 tháng 1 năm 2013) là một nhà hoạt động nhân quyền người Argentina và là thành viên của Mothers of the Plaza de Mayo. Hai con trai của bà, Jesús Peña và Isidoro, đã biến mất trong Chiến tranh bẩn thỉu những năm 1970, dẫn đến sự thôi thúc tham gia chiến dịch trọn đời của bà cho nhân quyền và câu trả lời cho những người thân của "người mất tích ".
Con trai của Fidel, Jesús Peña, một thành viên và là chiến binh của Đảng Cách mạng Công nhân (PRT), một đảng chính trị Marxist, đã bị bắt cóc ở La Plata, Argentina, vào ngày 26 tháng 6 năm 1978. Con trai nhỏ của bà, Isidoro, biến mất ở Buenos Aires vào ngày 10 tháng 7 năm 1978, chỉ vài ngày sau khi anh trai của mình. Sự mất tích của các con trai bà đã khiến Zulema Castro de Peña tham gia chiến dịch tìm kiếm câu trả lời trong nhiều thập kỷ. Bà trở thành một nhà hoạt động nhân quyền nổi tiếng trong Mothers of the Plaza de Mayo, một hiệp hội dành cho những bà mẹ người Argentina có con bị biến mất trong thời kỳ độc tài và Chiến tranh bẩn thỉu. Các nhà nhân chủng học pháp y xác định rằng cả hai con trai của bà đã bị giết trong một cuộc điều tra cuối cùng được tiến hành vào năm 1997. Năm 2012, thành phố La Plata đã cài đặt hai "Baldosas por la Memoria", hay Gạch cho Ký ức, để tưởng nhớ Các con trai của bà và những người khác "biến mất" khỏi thành phố. Chồng của Zulema Castro de Peña, Isidoro Peña, cũng thành lập la Asamblea Permanente por los Derechos Humanos en La Plata, một nhóm nhân quyền ở La Plata.
Zulema Castro de Peña, một cư dân lâu năm của La Plata, đã chết tại thành phố vào ngày 22 tháng 1 năm 2013, ở tuổi 92.